# Thorybes
Thorybes is een geslacht van vlinders van de familie dikkopjes (Hesperiidae), uit de onderfamilie Eudaminae.

## Soorten
- T. daunus (Cramer, 1777)
- T. diversus Bell, 1927
- T. drusius (Edwards, 1883)
- T. mexicana (Herrich-Schäffer, 1869)
- T. pylades (Scudder, 1870)